# Eidfjords kommun
Eidfjords kommun (norska: Eidfjord kommune) är en kommun i landskapet Hardanger i Vestland fylke i västra Norge. Kommunens centralort är tätorten Eidfjord. 
Tidigare har kommunen tillhört dåvarande Hordaland fylke.

## Administrativ historik
Eidfjords kommun upprättades den 1 maj 1891 genom utbrytning ur Ulviks kommun. Kommunen hade 1 018 invånare vid upprättandet.
1895 överfördes ett bebott område (med 3 invånare) från Eidfjords kommun till Ulviks kommun.
Den 1 januari 1964 gick Eidfjords kommun, tillsammans med huvuddelen av Kinsarviks kommun, upp i Ullensvangs kommun. Kommunens hade då 983 invånare.
Den 1 januari 1977 återupprättades Eidfjords kommun på nytt genom utbrytning ur Ullensvangs kommun. Kommunen hade 1 223 invånare vid återupprättandet.
Den 1 januari 2022 överfördes ett bebott område (gårdsnummer 229, Ytre Bu) från Ullensvangs kommun till Eidfjords kommun.

## Tätorter
I Eidfjords kommun finns en tätort:
- Eidfjord (centralort)

## Socknar
Inom Norska kyrkan motsvaras Eidfjords kommun av Eidfjords socken i Hardanger og Voss prosteri i Bjørgvins stift.

## Bilder

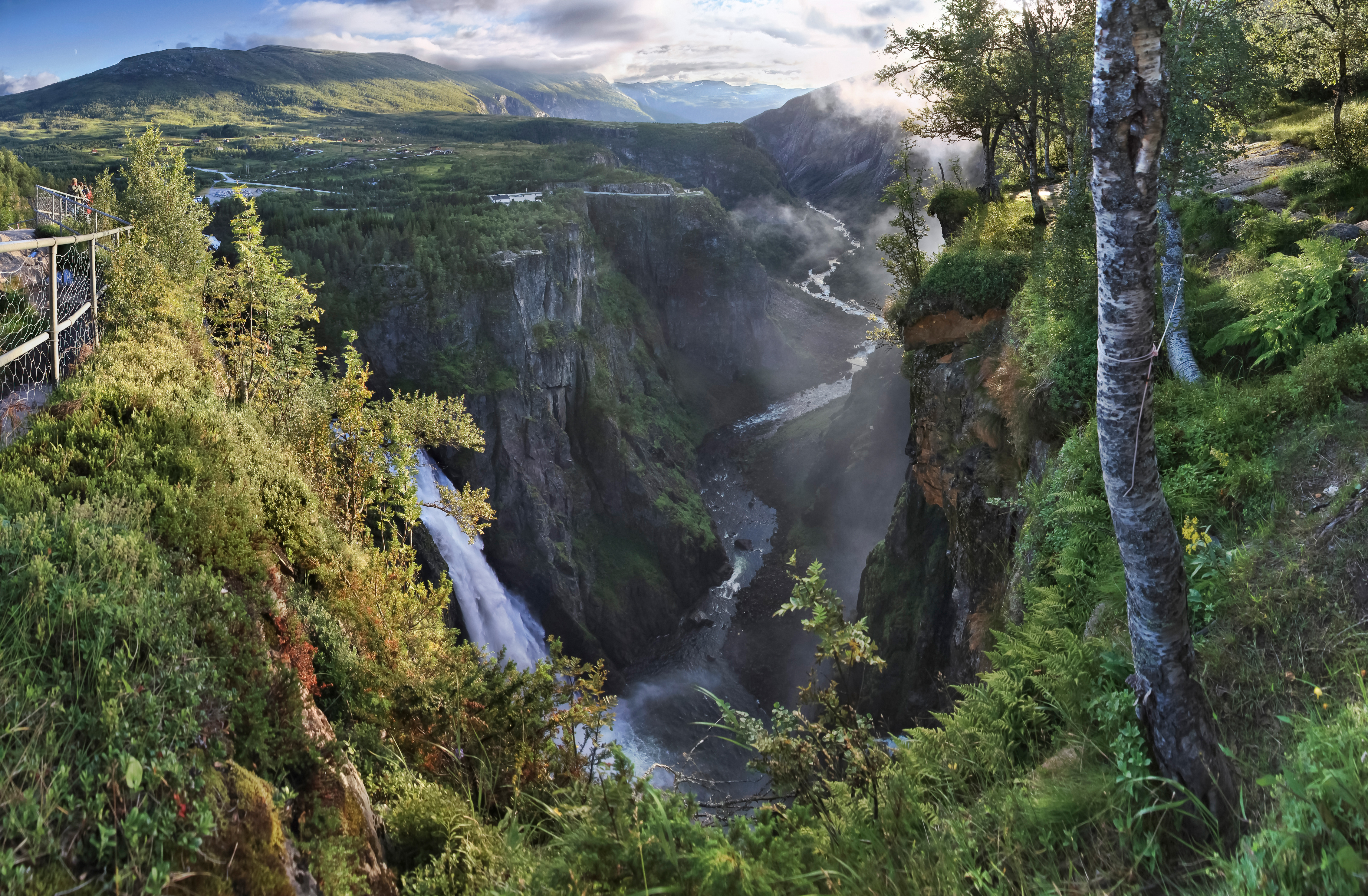
Måbødalen.
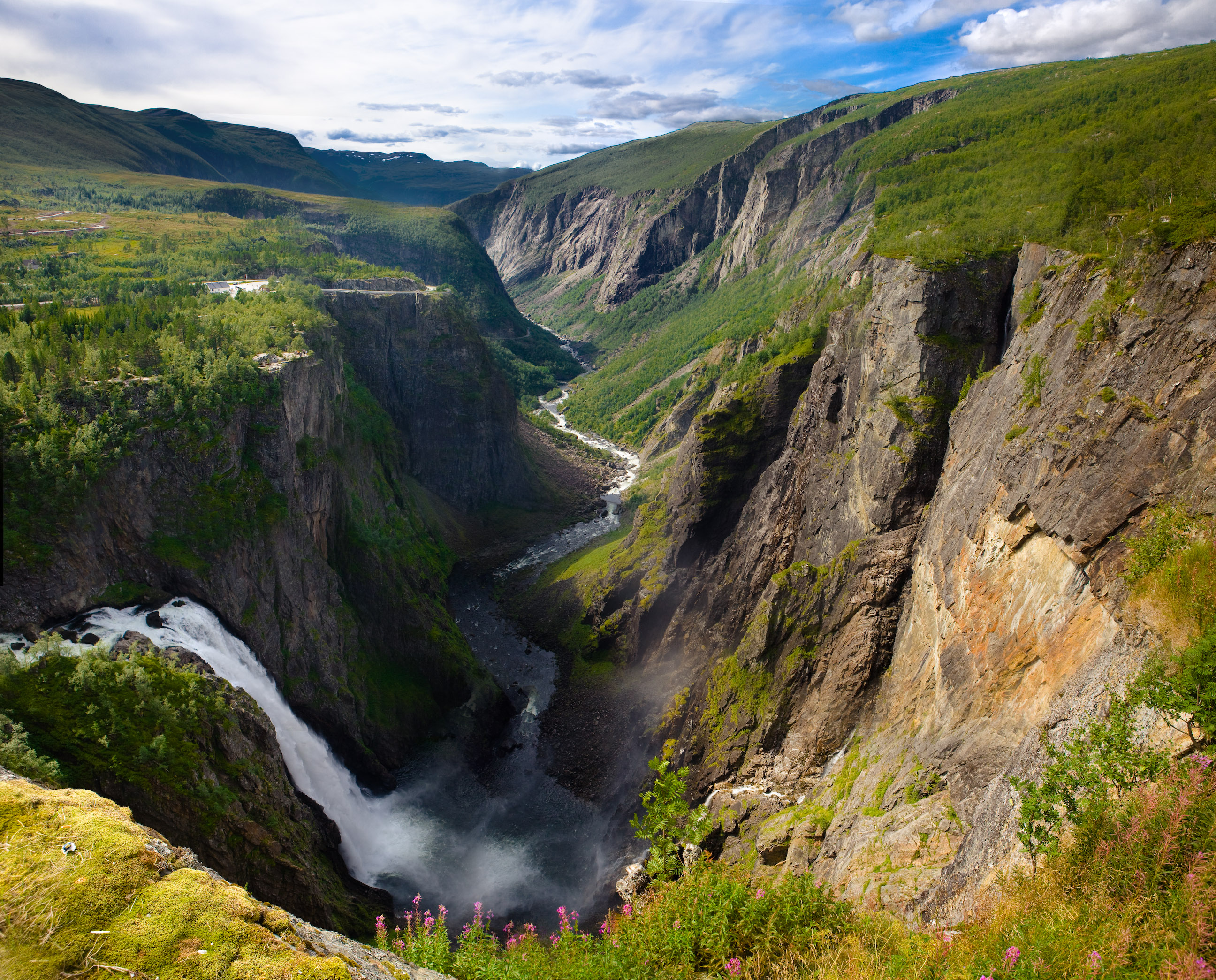
Vøringsfossen.